# FK Vysoké Tatry
FK Vysoké Tatry (celým názvem: Futbalový klub Vysoké Tatry) je slovenský fotbalový klub, který sídlí ve městě Vysoké Tatry. Založen byl v roce 1997 pod názvem FK Vysoké Tatry – Starý Smokovec. Od sezóny 2017/18 působí v páté lize Východoslovenského futbalového zväzu, sk. Podtatranská.
Své domácí zápasy odehrává na stadionu FK Starý Smokovec s kapacitou 1 000 diváků.

## Historické názvy
Zdroj: 
- 1997 – FK Vysoké Tatry – Starý Smokovec (Futbalový klub Vysoké Tatry – Starý Smokovec)
- 2016 – FK Vysoké Tatry (Futbalový klub Vysoké Tatry)

## Umístění v jednotlivých sezonách
Stručný přehled
Zdroj: 
- 2006–2011: 3. liga VsFZ
- 2011–2012: 5. liga VsFZ – sk. Sever
- 2012–2014: 4. liga VsFZ
- 2014–2015: 3. liga – sk. Východ
- 2015–2017: 4. liga VsFZ – sk. Sever
- 2017–: 5. liga VsFZ – sk. Podtatranská

Jednotlivé ročníky
Zdroj: 
Legenda: Z – zápasy, V – výhry, R – remízy, P – porážky, VG – vstřelené góly, OG – obdržené góly, +/− – rozdíl skóre, B – body, červené podbarvení – sestup, zelené podbarvení – postup, světle fialové podbarvení – přesun do jiné soutěže
| Slovensko (2006– ) |                                 |        |    |    |   |    |    |    |     |    |        |
| Sezóny             | Liga                            | Úroveň | Z  | V  | R | P  | VG | OG | +/− | B  | Pozice |
| 2006/07            | 3. liga VsFZ                    | 4      | 30 | 14 | 7 | 9  | 46 | 38 | +8  | 49 | 6.     |
| 2007/08            | 3. liga VsFZ                    | 4      | 30 | 13 | 9 | 8  | 55 | 39 | +16 | 48 | 5.     |
| 2008/09            | 3. liga VsFZ                    | 4      | 30 | 14 | 7 | 9  | 39 | 28 | +11 | 49 | 4.     |
| 2009/10            | 3. liga VsFZ                    | 4      | 30 | 12 | 6 | 12 | 39 | 41 | −2  | 42 | 8.     |
| 2010/11            | 3. liga VsFZ                    | 4      | 30 | 8  | 8 | 14 | 38 | 59 | −21 | 32 | 16.    |
| 2011/12            | 5. liga VsFZ – sk. Sever        | 5      | …  | …  | … | …  | …  | …  | …   | …  |        |
| 2012/13            | 4. liga VsFZ                    | 4      | 28 | 9  | 8 | 11 | 29 | 38 | −9  | 35 | 12.    |
| 2013/14            | 4. liga VsFZ                    | 4      | 30 | 15 | 7 | 8  | 41 | 28 | +13 | 52 | 3.     |
| 2014/15            | 3. liga – sk. Východ            | 3      | 30 | 9  | 6 | 15 | 43 | 45 | −2  | 33 | 15.    |
| 2015/16            | 4. liga VsFZ – sk. Sever        | 4      | 30 | 6  | 3 | 21 | 34 | 77 | −43 | 21 | 15.    |
| 2016/17            | 4. liga VsFZ – sk. Sever        | 4      | 28 | 3  | 4 | 21 | 18 | 92 | −74 | 13 | 15.    |
| 2017/18            | 5. liga VsFZ – sk. Podtatranská | 5      | 30 |    |   |    |    |    |     |    |        |